# Querula purpurata
Il corvo beccafrutta golaviola (Querula purpurata (Müller, 1776)) è un uccello passeriforme della famiglia Cotingidae, unica specie ascritta al genere Querula Vieillot, 1816.

## Etimologia
Il nome scientifico del genere, Querula deriva dal latino e si riferisce al verso di questi uccelli, mentre il nome della specie, purpurata, significa "colorata di porpora", in riferimento alla colorazione della gola.

## Descrizione

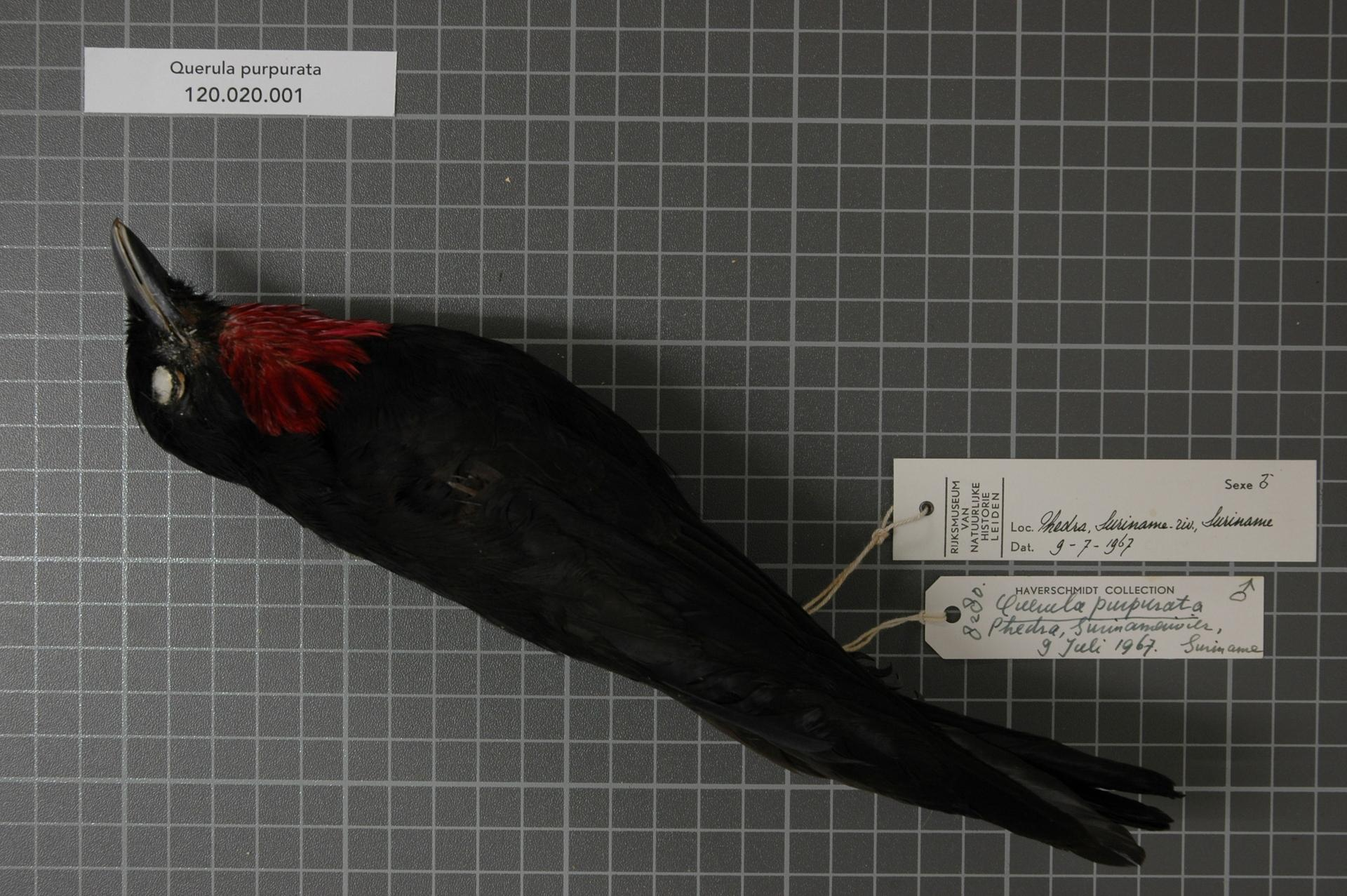
Maschio impagliato.

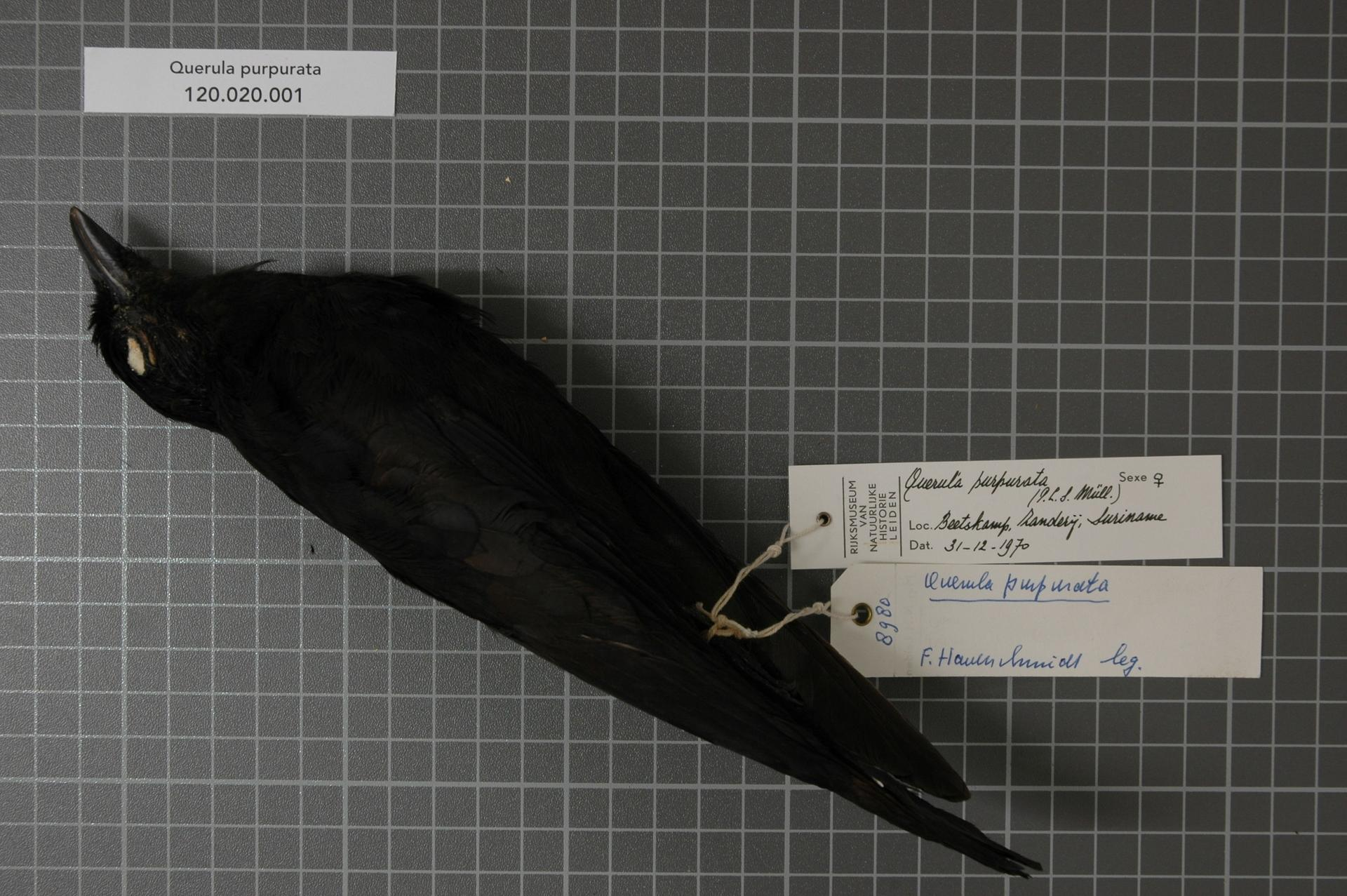
Femmina impagliata.

### Dimensioni
Misura 25–35 cm di lunghezza, per un peso di 87-122 g: le femmine, a parità d'età, sono più piccole e leggere rispetto ai maschi, ed anche fra le varie popolazioni sussistono differenze di taglia (ad es. gli uccelli centroamericani sono più grandi rispetto a quelli delle Guyane).

### Aspetto
L'aspetto è una via di mezzo fra quello di un merlo e di una rondine.

Il piumaggio è nero su tutto il corpo: nei maschi la gola, i lati del collo e la parte superiore del petto (come intuibile dal nome comune sono di color porpora, caratteristica questa assente nelle femmine. In ambedue i sessi le zampe ed il becco sono nerastri: gli occhi, invece, sono di colore bruno.

## Biologia

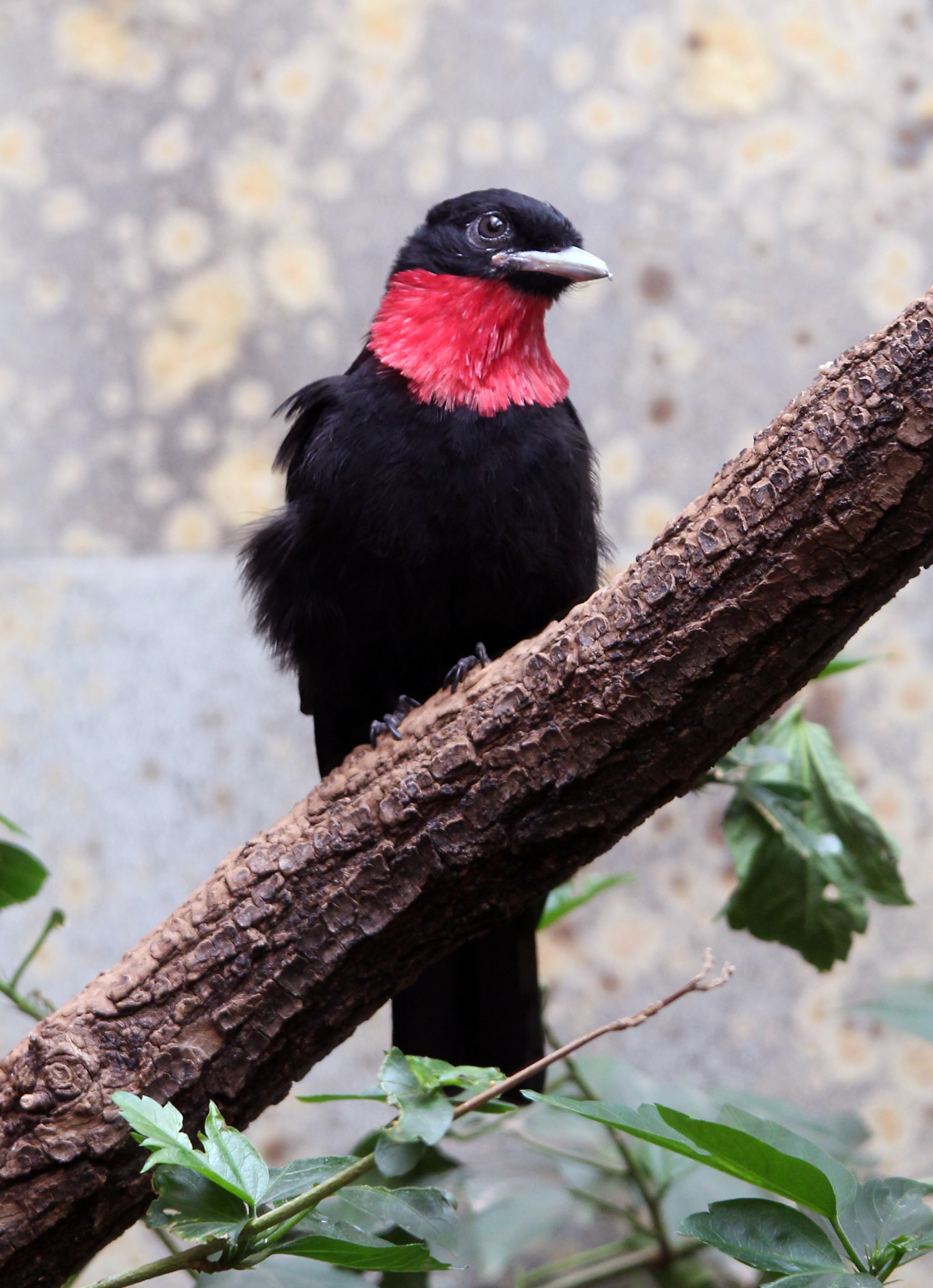
Maschio in natura.

Si tratta di uccelli dalle abitudini diurne, che passano la maggior parte della giornata nella canopia alla ricerca di cibo: a differenza di molte specie simili, che hanno costumi generalmente solitari, i merli beccafrutta golaviola tendono a muoversi in gruppetti di 3-8 individui, spesso in associazioni con altri uccelli frugivori di maggiori dimensioni, che si tengono in costante contatto uditivo mediante richiami simili a squittii.

### Alimentazione
La dieta di questi uccelli, a dispetto del nome comune, si compone sì di frutta, ma soprattutto di insetti: ciononostante, i corvi beccafrutta golaviola svolgono un importante ruolo di dispersori di semi di piante da frutto, visto che non li digeriscono e quindi li espellono tramite le feci o rigurgitandoli.

### Riproduzione

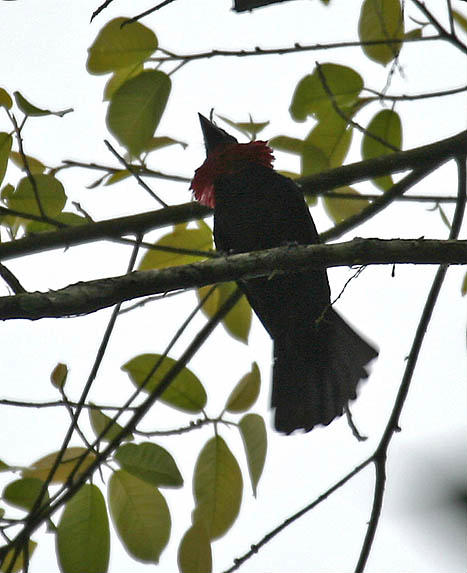
Maschio in esibizione in Ecuador.

La stagione riproduttiva cade durante la stagione delle piogge, variando a seconda della porzione di areale presa in considerazione (seconda metà dell'anno nel nord, prima metà dell'anno al sud): i maschi si esibiscono in parate che prevedono l'arruffamento delle penne purpuree golari a formare una gorgiera, simile a quelle osservabili ad esempio in alcune specie di colibrì.
A differenza di molte specie di cotingidi, i corvi beccafrutta golaviola nidificano in colonie: i nidi, a forma di coppa e fatti di rametti intrecciati, vengono costruiti e difesi accanitamente dall'intero gruppo, i cui membri si occupano anche di covare a turno il singolo uovo che la femmina vi depone. I nidiacei, che schiudono dopo circa quattro settimane, sono ciechi ed implumi alla nascita, e nel giro di 32-33 giorni (tempo insolitamente lungo per uccelli che vengono imbeccati prevalentemente con cibo di origine animale) sono in grado di involarsi.

## Distribuzione e habitat

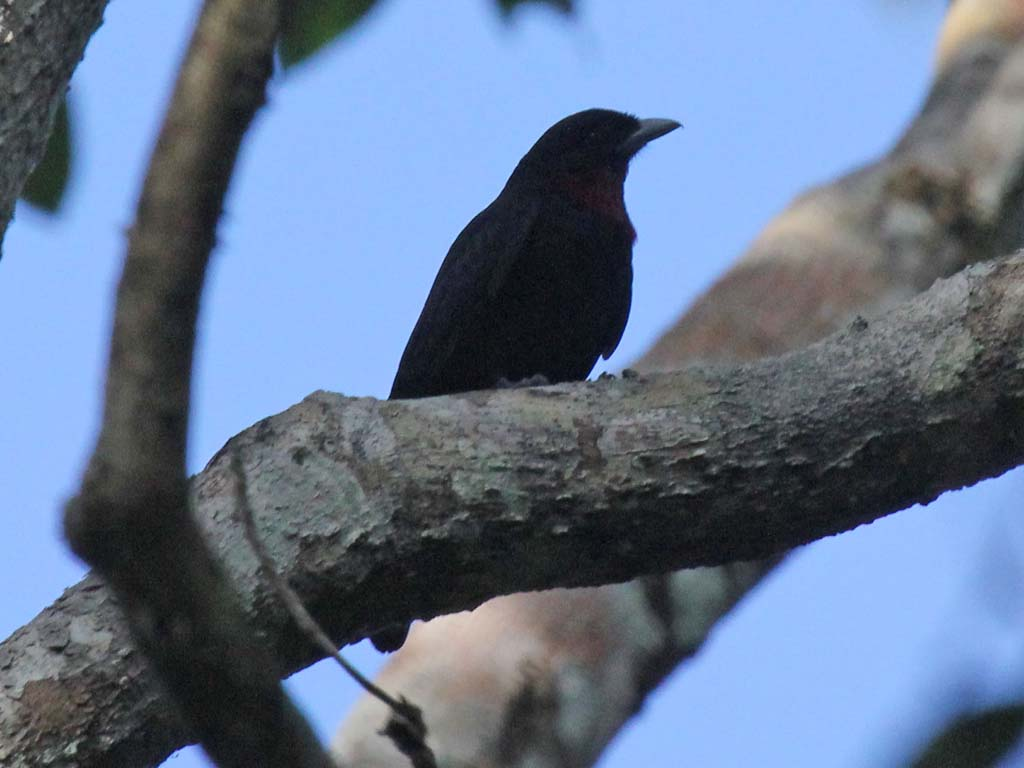
Maschio a Panama.

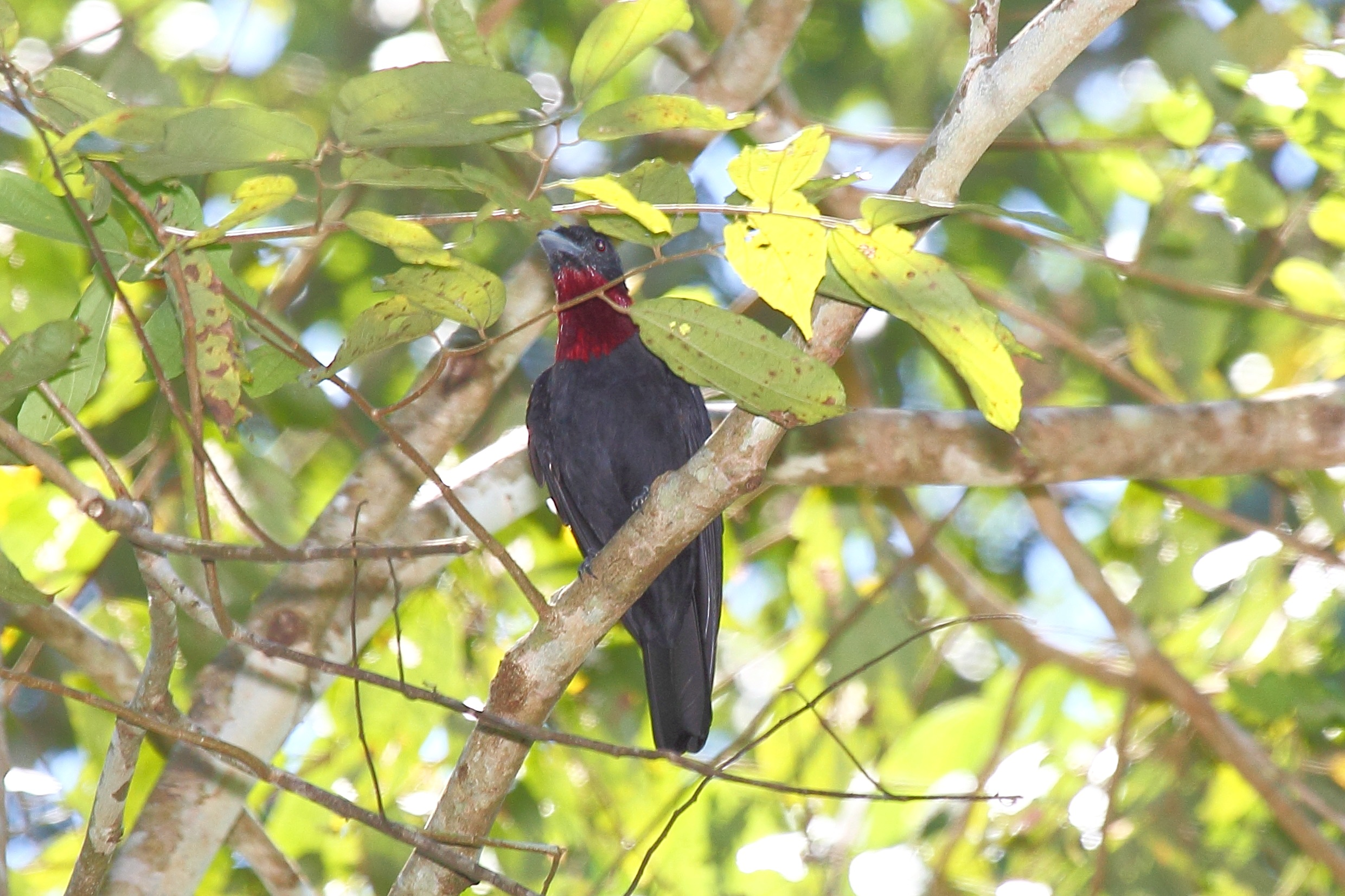
Esemplare fra la vegetazione in Costa Rica.

Il corvo beccafrutta golaviola occupa un areale piuttosto vasto e diviso in due aree principali: la prima è costituita dalla zona compresa fra l'estremo sud-est del Nicaragua, la valle del Rio Magdalena e l'Ecuador nord-occidentale, la seconda comprende il massiccio della Guiana e gran parte del bacino dell'Amazzonia, dalle pendici orientali delle Ande ecuadoregne, peruviane e boliviane a est fino al medio corso dei tributari meridionali del Rio delle Amazzoni, mentre curiosamente questi uccelli sembrerebbero mancare dal corso del Rio Negro.
L'habitat di questi uccelli è rappresentato dalla foresta pluviale ad alto tasso di umidità, al di sotto dei 700 m di quota.